# Нанквам-Заґралі
Нанквам-Заґралі (груз. ნანყვამ-ზაგრალი) — село в Грузії.
За даними перепису населення 2014 року в селі проживає 16 осіб.